# Alvis 10/30
Der Alvis 10/30 war der erste PKW, den Alvis fertigte. Er wurde von 1920 bis 1923 gebaut.
Der Wagen hatte einen Vierzylinder-Reihenmotor mit seitlich stehenden Ventilen. Der mit einem einzelnen Solex-Vergaser ausgestattete Motor mit 1460 cm³ Hubraum leistete 30 bhp (22 kW) bei 3500/min.
Die Karosserien des 10/30 wurden vielfach bei Cross & Ellis gefertigt. Das Modell war als Sports Tourer (Roadster) verfügbar. Die Starrachsen vorn und hinten waren an halbelliptischen Blattfedern aufgehängt. Die Höchstgeschwindigkeit betrug 96 km/h. 1923 ersetzte ihn der Nachfolger 12/50 SA mit hängenden Ventilen, der bis 1932 zu einer ganzen Baureihe ausgebaut wurde.